# Cañada Coyote
Cañada Coyote är en ort i Mexiko.   Den ligger i kommunen Tepexi de Rodríguez och delstaten Puebla, i den sydöstra delen av landet, 160 km sydost om huvudstaden Mexico City. Cañada Coyote ligger 1 836 meter över havet och antalet invånare är 282.
Terrängen runt Cañada Coyote är platt åt sydost, men åt nordväst är den kuperad. Runt Cañada Coyote är det glesbefolkat, med 19 invånare per kvadratkilometer. Närmaste större samhälle är Tepexi de Rodríguez, 5,8 km norr om Cañada Coyote. Omgivningarna runt Cañada Coyote är en mosaik av jordbruksmark och naturlig växtlighet.